# Piel de foca

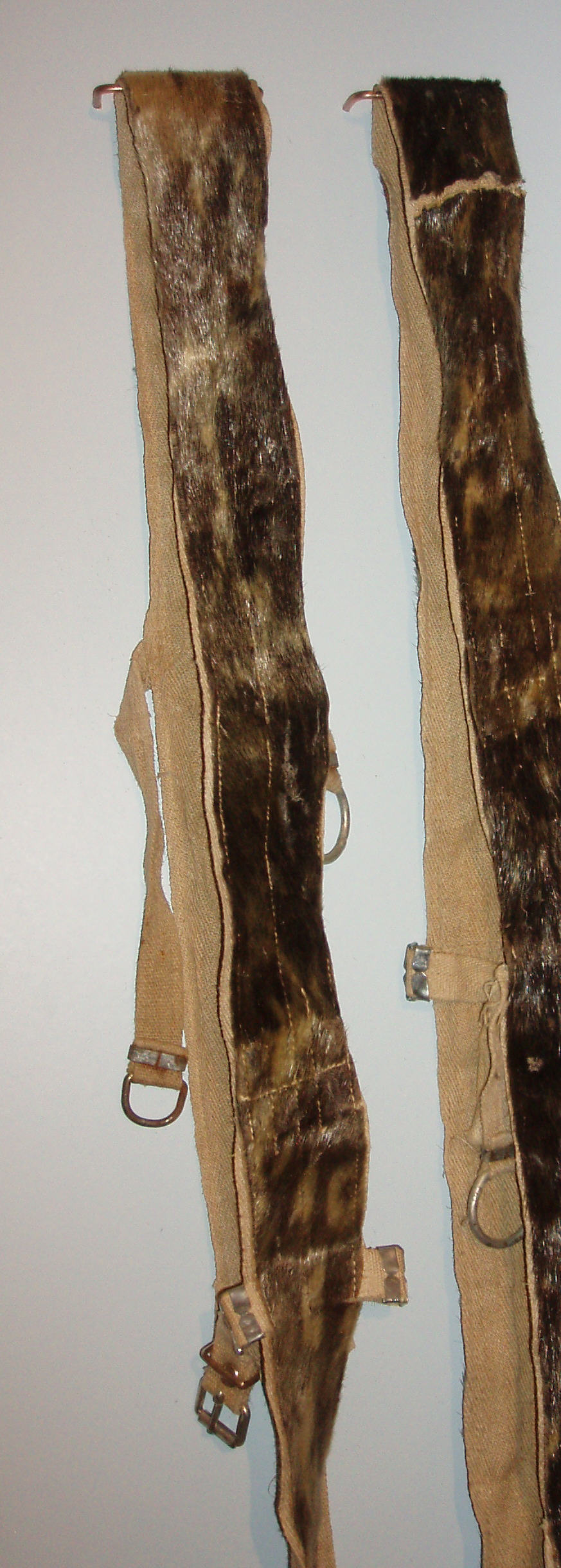
Piel de ascensión hecha en piel de foca. Hacia 1925.

En esquí de travesía y en esquí alpino, el término piel de foca designa un tejido pegado a la base del esquí para que solo se deslice en un sentido, lo que permite remontar las pendientes.
Originalmente, los esquimales usaban tiras de pieles de foca con esa finalidad, de ahí su nombre. Actualmente se utilizan materiales sintéticos o de mohair.
Aplicada a la parte inferior de los esquíes y gracias a la orientación anisótropa de las fibras que las dejan moverse hacia delante sin que después se puedan deslizar hacia atrás, permite afrontar una subida sobre la nieve, incluso pronunciada. Si las condiciones de la nieve lo requieren, se puede combinar con grampones de esquí.

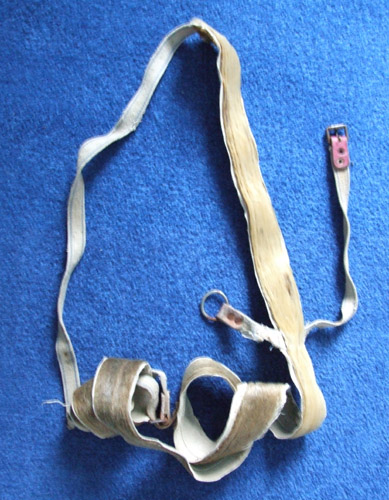
Fotografía de antiguas pieles de foca usadas para el esquí de travesía (hacia los años 1950)

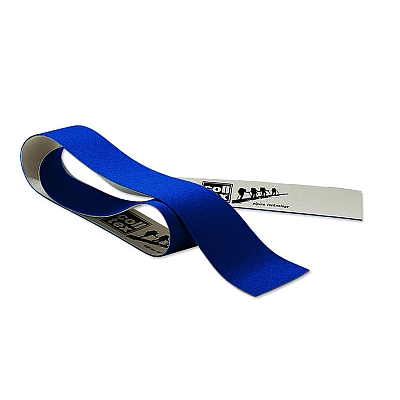
Piel de foca sintética. Esta piel aún no se ha tallado ni se ha provisto de ganchos.

## Tipología
Las pieles de foca se distinguen por la manera de asegurarlas a los esquíes, por su forma y por su composición.

### Forma
Pueden ser rectas, es decir, de bordes rectilíneos. También pueden ser más estrechas en la parte central, acinturadas. Hasta hace algunos años era habitual usar solo pieles rectas. Con la llegada, también en el esquí alpino, de esquíes estrechados en el centro, se puso de manifiesto la necesidad de adaptar la forma de los esquíes. Si no, la progresión sería difícil, especialmente en nieve dura y en las travesías.

### Composición
Las hay de pelo sintético, natural (lana mohair) y de material mixto. Las de piel sintética son, en general, más baratas, tienen un deslizamiento hacia delante mediocre y una buena sujeción al deslizamiento hacia atrás. Las de mohair son caras y con mejores cualidades de deslizamiento; por otro lado, se gastan más rápidamente. Las de piel mixta están generalmente hechas de fibra natural y sintética mezcladas y representan un buen equilibrio entre las propiedades de los dos tipos de pelo.
Para calcular las prestaciones de cada tipo de piel es necesario tener en cuenta también la longitud y desgaste de la fibra.

### Modo de amarre
Al principio las pieles se sujetaban a los esquíes con unos pocos ganchos. Actualmente todas las pieles se encolan para pegarlas a los esquíes, excepción hecha de algunos tipos de piel de adherencia molecular. En cualquier caso, son siempre imprescindibles los ganchos para ayudar a que las pieles se mantengan unidas a los esquíes. Los ganchos pueden ser de cola fija y un elástico en la punta, o bien un solo anillo no elástico sujeto en la punta del esquí (de este modo resulta muy fácil separar la piel cuando se necesite). 
Las pieles que tienen un solo gancho son más cortas que la propia tabla de esquí y están cortadas en semicírculo a cierta distancia de la parte trasera. Son más cortas y carecen del gancho trasero que roza con la nieve y por ello tienen mejor deslizamiento que las de dos ganchos. El encolado se debe renovar periódicamente; las pieles y las tablas de esquí deben estar secas en el momento de la aplicación de la cola.

## Uso
Las pieles de foca son el principal instrumento para la práctica del esquí de travesía y del esquí alpino. Se deben colocar en los esquíes antes del inicio de subida y quitar antes del descenso (ralentizan la marcha). 
Para que las pieles deslicen mejor sobre la nieve e impedir que se formen los molestos pegotes de nieve, conviene aplicarles cera especial para esquíes o un impermeabilizante específico.

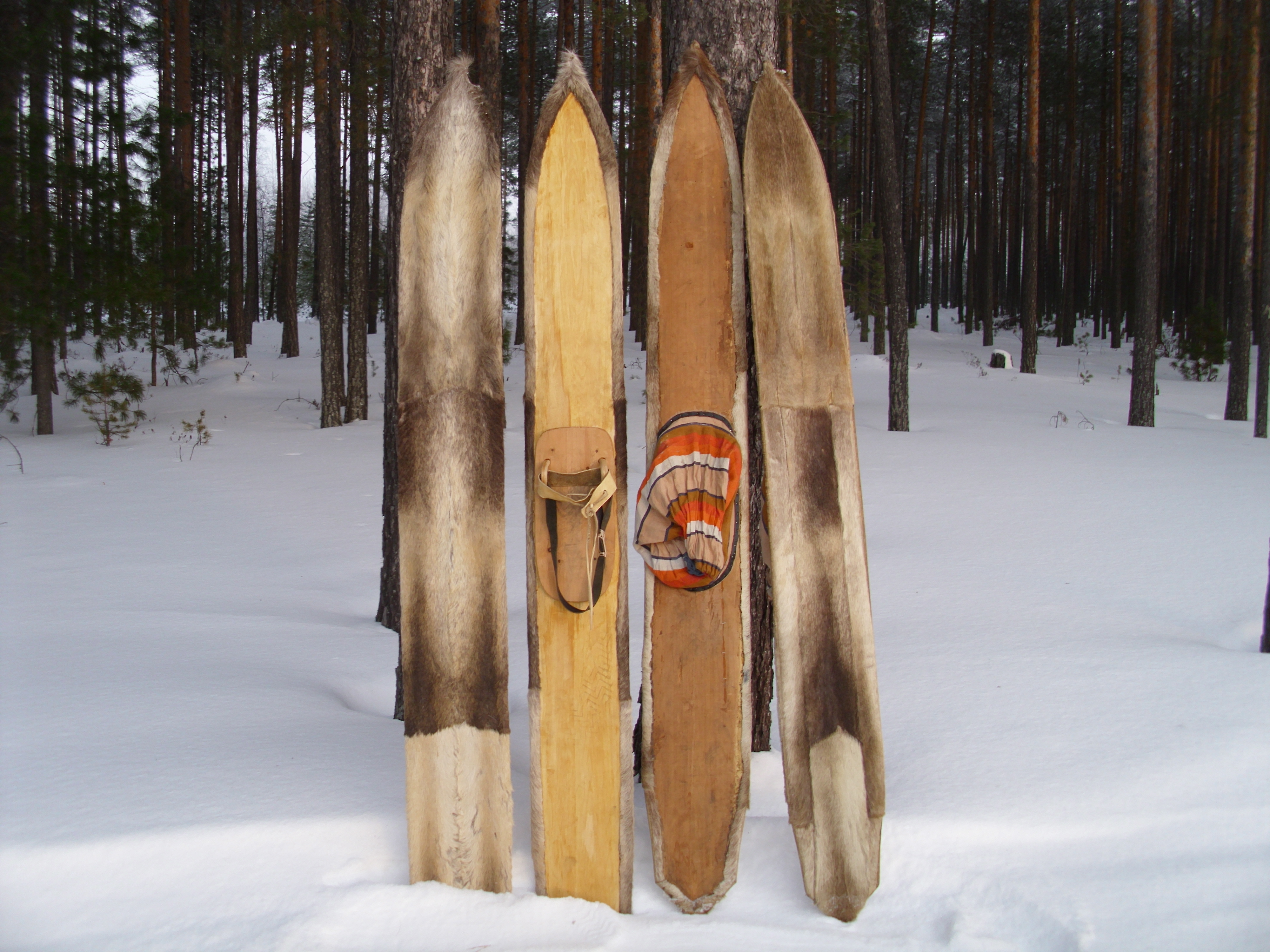
Esquíes usados por la etnia siberiana Khanty, dotados de pieles de foca.